# Citocrom b
El citocrom b/b6 és la principal subunitat dels complexos citocrom bc1 i citocrom b6f transmembrana. A més, generalment es refereix a la regió de l'ADN mitocondrial utilitzada en la genètica de poblacions i en la filogènia.

## Funció
Al mitocondri de les cèl·lules eucariotes i les procariotes aeròbiques, el citocrom b és un component del complex III de la cadena respiratòria (EC 1.10.2.2), també conegut com a complex bc1 o ubiquinol-citocrom c reductasa. Als cloroplasts de les plantes i als cianobacteris, hi ha una proteïna anàloga, el citocrom b6, un component de la plastoquinona-plastocianina reductasa (EC 1.10.99.1), també conegut com a complex b6f. Aquests complexos es troben implicats en el transport d'electrons i la generació d'ATP i, per tant, tenen un paper vital dins la cèl·lula.

## Estructura
El citocrom b/b6 és una proteïna integral de la membrana formada per aproximadament 400 residus d'aminoàcid que probablement tenen 8 segments de transmembrana. En plantes i cianobacteris, el citocrome b6 està format per dues subunitats codificats pels gens petB i petD. El citocrom b/b6 enllaça de forma no-covalent dos grups hemo, coneguts com a b562 i b566. Es postula que quatre residus d'histidina conservada són els lligands dels àtoms de ferro d'aquests dos grups hemo.

## Ús en filogènia
El citocrom b s'utilitza habitualment per determinar les relacions filogenètiques entre organismes degut a la variabilitat de la seva seqüència. Es considera que és més útil alhora de determinar relacions dins d'una família o d'un gènere. Els estudis comparatius del citocrom b han donat lloc a nous esquemes de classificació i s'han utilitzat per assignar espècies de nova descripció a gèneres determinats. També han estat útils per aprofundir en la comprensió de les relacions evolutives.

## Importància clínica
Les mutacions del citocrom b causen principalment intolerància a l'exercici en pacients humans, encara que s'ha informat d'altres múltiples patologies rares i severes.
Les mutacions d'un únic punt del citocrom b del plasmodi falcípar i Plasmodium berghei estan associades a la resistència a la atovaquona, un fàrmac per guarir la malària.

## Gens humans
Els gens humans que codifiquen proteïnes del citocrom b són:
- CYB5A – citocrom b5 tipus A (microsomal)
- CYB5B – citocrom b5 tipus B (membrana mitocondrial exterior)
- CYBASC3 – citocrome b, ascorbat depenent 3
- MT-CYB – citocrom b codificat al mitocondri